# Styrax curvirostratus
Styrax curvirostratus är en storaxväxtart som först beskrevs av Svengs., och fick sitt nu gällande namn av Y.L.Huang och P.W.Fritsch. Styrax curvirostratus ingår i släktet Styrax och familjen storaxväxter. Inga underarter finns listade i Catalogue of Life.